# Ридли-Коне, Давид
Давид Ридли-Коне (венг. Ridley Kohné Dávid, собственно Давид Кон; 5 апреля 1812, Веспрем — 1892, Маглод) — венгерский скрипач, музыкальный педагог и композитор еврейского происхождения.
Учился в Веспреме у Игнаца Рузицки, а с 1830 года — в Вене у Йозефа Бёма, там же играл в театральном оркестре. В 1838 году вернулся в Венгрию — сперва в Балатонфюред, затем в Будапешт. В 1850—1870 годах преподавал в Пештской консерватории, одновременно будучи концертмейстером в оркестре Пештской оперы. В 1850-е годы возглавлял популярный в Венгрии струнный квартет, в состав которого входили также Франц Кирхленер (вторая скрипка), Карл Мёльднер или Адольф Шпиллер (альт) и Липот Сук (виолончель). В 1871—1886 годах возглавлял Дебреценскую консерваторию, в 1886 году по приглашению Енё Хубаи вернулся в Будапешт для преподавания в Венгерской академии музыки. Наиболее известным учеником Ридли-Коне был Леопольд Ауэр. Из сочинений Ридли-Коне наибольшей популярностью пользовалась Венгерская фантазия для скрипки соло; известен также его концерт для четырёх скрипок с оркестром.